# Serrat del Gasset
El Serrat del Gasset és una muntanya de 865 metres que es troba al municipi de Ribera d'Urgellet, a la comarca de l'Alt Urgell.